# Hettersroth
Hettersroth ist ein Ortsteil der Gemeinde Birstein im hessischen Main-Kinzig-Kreis. Zum Ort gehört auch der Weiler Höfen. Der Ort liegt im unteren Vogelsberg südwestlich von Birstein. Durch den Ort verläuft die Landesstraße 3195.

## Geschichte

### Ortsgeschichte
Die älteste bekannte Erwähnung von Hettersroth erfolgte im Jahr 1361 unter dem Namen Heczelsrode. In erhaltenen Urkunden wurde der Hettersroth im Jahre 1533 auch unter dem Namen Hetzersrot erwähnt.
1530 wurde die Kapelle erbaut. Sie wurde im Dreißigjährigen Krieg zerstört und nie wieder aufgebaut. Im Jahre 1939 gehörte der Ort zum Landkreis Gelnhausen.
Im Zuge der Gebietsreform in Hessen wurde die bis dahin selbstständige Gemeinde Hettersroth zum 1. März 1971 auf freiwilliger Basis in die Gemeinde Birstein eingemeindet. Für Hettersroth, wie für alle eingegliederten ehemals eigenständigen Gemeinden von Birstein, wurde ein Ortsbezirk mit Ortsbeirat und Ortsvorsteher nach der Hessischen Gemeindeordnung gebildet.

### Verwaltungsgeschichte im Überblick
Die folgende Liste zeigt die Staaten und Verwaltungseinheiten, denen Hettersroth angehört(e):
- vor 1806: Heiliges Römisches Reich, Fürstentum Isenburg-Birstein, Gericht Reichenbach (oder Birstein)
- ab 1806: Fürstentum Isenburg (Rheinbund),[Anm. 2] Gericht Reichenbach oder Birstein
- ab 1813: Generalgouvernement Frankfurt,[Anm. 3] Gericht Reichenbach
- ab 1815: Kaisertum Österreich,[Anm. 4] Gericht Reichenbach
- ab 1816: Kurfürstentum Hessen,[Anm. 5] Amt Wenings, Gericht Reichenbach
- ab 1821: Kurfürstentum Hessen, Kreis Salmünster[Anm. 6]
- ab 1830: Kurfürstentum Hessen, Kreis Gelnhausen
- ab 1848: Kurfürstentum Hessen, Bezirk Hanau
- ab 1851: Kurfürstentum Hessen, Kreis Gelnhausen
- ab 1867: Königreich Preußen,[Anm. 7] Provinz Hessen-Nassau, Regierungsbezirk Kassel, Kreis Gelnhausen
- ab 1871: Deutsches Reich, Königreich Preußen, Provinz Hessen-Nassau, Regierungsbezirk Kassel, Kreis Gelnhausen
- ab 1918: Deutsches Reich,[Anm. 8] Freistaat Preußen, Provinz Hessen-Nassau, Regierungsbezirk Kassel, Kreis Gelnhausen
- ab 1944: Deutsches Reich, Freistaat Preußen, Provinz Kurhessen, Landkreis Gelnhausen
- ab 1945: Amerikanische Besatzungszone,[Anm. 9] Groß-Hessen, Regierungsbezirk Wiesbaden, Landkreis Gelnhausen
- ab 1946: Amerikanische Besatzungszone, Hessen, Regierungsbezirk Wiesbaden, Landkreis Gelnhausen
- ab 1949: Bundesrepublik Deutschland, Hessen, Regierungsbezirk Wiesbaden, Landkreis Gelnhausen
- ab 1968: Bundesrepublik Deutschland, Hessen, Regierungsbezirk Darmstadt, Landkreis Gelnhausen
- ab 1971: Bundesrepublik Deutschland, Hessen, Regierungsbezirk Darmstadt, Landkreis Gelnhausen, Gemeinde Birstein
- ab 1974: Bundesrepublik Deutschland, Hessen, Regierungsbezirk Darmstadt, Main-Kinzig-Kreis, Gemeinde Birstein

## Bevölkerung
Einwohnerstruktur 2011
Nach den Erhebungen des Zensus 2011 lebten am Stichtag dem 9. Mai 2011 in Hettersroth 309 Einwohner. Darunter waren 6 (1,9 %) Ausländer.
Nach dem Lebensalter waren 51 Einwohner unter 18 Jahren, 129 zwischen 18 und 49, 78 zwischen 50 und 64 und 51 Einwohner waren älter. Die Einwohner lebten in 126 Haushalten. Davon waren 30 Singlehaushalte, 36 Paare ohne Kinder und 39 Paare mit Kindern, sowie 18 Alleinerziehende und 3 Wohngemeinschaften. In 18 Haushalten lebten ausschließlich Senioren und in 87 Haushaltungen lebten keine Senioren.
Einwohnerentwicklung
- 1514: 22 Zinsende
- 1606: 30 Untertanen
- 1766: 44 Haushaltungen

| Hettersroth: Einwohnerzahlen von 1834 bis 2023 | Hettersroth: Einwohnerzahlen von 1834 bis 2023 | Hettersroth: Einwohnerzahlen von 1834 bis 2023 | Hettersroth: Einwohnerzahlen von 1834 bis 2023 | Hettersroth: Einwohnerzahlen von 1834 bis 2023 |
| --- | ---------------------------------------------- | ---------------------------------------------- | ---------------------------------------------- | ---------------------------------------------- |
| Jahr |                                                |                                                |                                                | Einwohner                                      |
| 1834 | 1834                                           |                                                | 399                                            | 399                                            |
| 1840 | 1840                                           |                                                | 407                                            | 407                                            |
| 1846 | 1846                                           |                                                | 401                                            | 401                                            |
| 1852 | 1852                                           |                                                | 370                                            | 370                                            |
| 1858 | 1858                                           |                                                | 362                                            | 362                                            |
| 1864 | 1864                                           |                                                | 356                                            | 356                                            |
| 1871 | 1871                                           |                                                | 316                                            | 316                                            |
| 1875 | 1875                                           |                                                | 325                                            | 325                                            |
| 1885 | 1885                                           |                                                | 373                                            | 373                                            |
| 1895 | 1895                                           |                                                | 340                                            | 340                                            |
| 1905 | 1905                                           |                                                | 349                                            | 349                                            |
| 1910 | 1910                                           |                                                | 327                                            | 327                                            |
| 1925 | 1925                                           |                                                | 342                                            | 342                                            |
| 1939 | 1939                                           |                                                | 327                                            | 327                                            |
| 1946 | 1946                                           |                                                | 463                                            | 463                                            |
| 1950 | 1950                                           |                                                | 487                                            | 487                                            |
| 1956 | 1956                                           |                                                | 391                                            | 391                                            |
| 1961 | 1961                                           |                                                | 375                                            | 375                                            |
| 1967 | 1967                                           |                                                | 369                                            | 369                                            |
| 1970 | 1970                                           |                                                | 347                                            | 347                                            |
| 1980 | 1980                                           |                                                | ?                                              | ?                                              |
| 1990 | 1990                                           |                                                | ?                                              | ?                                              |
| 2000 | 2000                                           |                                                | ?                                              | ?                                              |
| 2011 | 2011                                           |                                                | 309                                            | 309                                            |
| 2023 | 2023                                           |                                                | 324                                            | 324                                            |
| Datenquelle: Historisches Gemeindeverzeichnis für Hessen: Die Bevölkerung der Gemeinden 1834 bis 1967. Wiesbaden: Hessisches Statistisches Landesamt, 1968. Weitere Quellen: ; Gemeinde Birstein:; Zensus 2011 |                                                |                                                |                                                |                                                |

 Historische Religionszugehörigkeit
| • 1885: | 367 evangelische (= 98,39 %), fünf katholische (= 1,34 %), ein anderes christliche-konfessioneller (= 0,27 %) Einwohner |
| • 1961: | 334 evangelische (= 89,07 %), 41 katholische (= 10,93 %) Einwohner                                                      |

## Politik
Für Hettersroth besteht ein Ortsbezirk (Gebiete der ehemaligen Gemeinde Hettersroth) mit Ortsbeirat und Ortsvorsteher nach der Hessischen Gemeindeordnung.
Der Ortsbeirat besteht aus fünf Mitgliedern. Bei den Kommunalwahlen in Hessen 2021 betrug die Wahlbeteiligung zum Ortsbeirat 63,4 %. Alle Kandidaten gehörten der „Bürgerliste Hettersroth“ an. Der Ortsbeirat wählte André Neubert zum Ortsvorsteher.

## Kulturdenkmäler
Siehe: Liste der Kulturdenkmäler in Birstein-Hettersroth

## Vereine
- Freiwillige Feuerwehr Hettersroth
- Jagdgenossenschaft Hettersroth
- KSG Hettersroth – Hitzkirchen
- Landfrauenverein Hettersroth
- SG Hettersroth/Burgbracht

## Infrastruktur
Im Ort befindet sich die Haidefeldschule, eine Förderschule für Lernbehinderte des Main-Kinzig-Kreises.